# Манучехр II
Манучехр II (*д/н — 1106) — 17-й ширваншах в 1096—1106 роках. Перебував під зверхністю Сельджукидів, але зміг відновити військову та економічну потугу.

## Життєпис
Походив з династії Кесранідів. Син ширваншаха Фарібурза I, після смерті якого 1096 року посів трон. Був вірним союзником Мухаммед Тапара, з 1097 року намісника північних земель Сельджуцької імперії.
Скориставшись боротьбою Тапара проти свого брата Баркіярука в 1099—1104 роках, Манучехр II здобув більшу самостійність, ставши титулуватися маліком (володарем), що дорівнювалося титулу, що мали лише представники правлячої династії Сельджукидів.
З 1102 року карбував срібні дірхеми з іменами багдадського халіфа Ахмада аль-Мустазхіра та сельджуцького султана Мухаммеда Тапара. Також відомі мідні монети Манучехра II. Помер 1106 року. Йому спадкував брат Афрідун I.